# Orlando (The Marmalade Cat)
Orlando (The Marmalade Cat) ist ein oranger Kater und Hauptfigur der gleichnamigen Bilderbuchreihe der britischen Kinderbuchautorin und Illustratorin Kathleen Hale, deren erstes Buch Orlando (the Marmalade Cat): A Camping Holiday im Jahr 1938 beim Verlag Country Life veröffentlicht wurde. Bis 1972 folgten 18 weitere Bücher, die allesamt von Hale geschrieben und selbst illustriert wurden.

## Inhalt
Der orange Kater Orlando führt mit seiner Katzengattin Grace und ihren drei Katzenjungen Blanche, Pansy und Tinkle das typische Leben eines Mittelklasse-Haushalts im England der 1930er Jahre. Gemeinsam erleben sie jede Menge Abenteuer: Sie feiern Silberne Hochzeit, fahren ins Ausland, kaufen einen Bauernhof, erhalten einen Fliegenden Teppich und fliegen in einer Geschichte sogar zum Mond. Die Geschichten sind voller Wortspiele – eventuell ein Grund dafür, warum es (Stand 2024) noch keine deutsche Übersetzung der Bücher gibt.

## Hintergrund
Die Autorin besaß selbst eine Katze namens Orlando. Der fiktive Orlando basiert auf Hales gutmütigem Ehemann; sich selbst sah sie als das freche Kätzchen Tinkle, das wie die elegante Tigerkatze Grace sein möchte. Die Vorlage zu den Geschichten lieferte das Leben der Autorin: Ein Urlaub am Meer in Suffolk und viele Sommer unter freiem Himmel beim Zeichnen.

## Rezeption
Victoria Neumark schreibt in ihrer Rezension: „Jede Geschichte ist scharfzüngig genug, um erwachsene Leser zu unterhalten und harmlos genug für Kleinkinder. Die Illustrationen verdanken ihre herrlich komischen Details und gewagten Farben der Tatsache, dass Kathleen Hale eine künstlerische Ausbildung erhalten hatte und sich mit Lithografien auskannte. Sie stellte die 128 Druckplatten für jedes Orlando-Buch selbst her.“ Madeleine Marsh schreibt im Independent: „Was Kathleen Hales Werk so besonders und fesselnd macht, ist ihr Witz, ihre augenzwinkernden Details und die vollständige Integration von Wort und Bild auf der Seite.“

## Auszeichnungen
Kathleen Hale wurde 1976 für ihr künstlerisches Werk mit dem Order of the British Empire ausgezeichnet. 1994 wurde in Großbritannien eine Briefmarke herausgegeben, die Orlando beim Schreiben eines Briefes darstellt.

## Referenzen
Die Orlando-Bilderbuchreihe ist in dem literarischen Nachschlagewerk 1001 Kinder- und Jugendbücher – Lies uns, bevor Du erwachsen bist! für die Altersstufe 3+ Jahre enthalten.

## Bücher
1. Orlando (the Marmalade Cat): A Camping Holiday (1938)
2. Orlando (the Marmalade Cat): A Trip Abroad (1939)
3. Orlando's Evening Out (1941)
4. Orlando (the Marmalade Cat) Buys a Farm (1942)
5. Orlando's Home Life (1942)
6. Orlando (the Marmalade Cat): His Silver Wedding (1944)
7. Orlando (the Marmalade Cat): Becomes a Doctor (1944)
8. Orlando's Invisible Pyjamas (1947)
9. Orlando (the Marmalade Cat): Keeps a Dog (1949)
10. Orlando the Judge (1950)
11. Orlando (the Marmalade Cat): A Seaside Holiday (1952)
12. Orlando's Zoo (1954)
13. Orlando (the Marmalade Cat): The Frisky Housewife (1956)
14. Orlando's Magic Carpet (1958)
15. Orlando's Country Peepshow (1959)
16. Orlando, the Marmalade Cat, Buys a Cottage (1963)
17. Orlando and the Three Graces (1965)
18. Orlando Goes to the Moon (1968)
19. Orlando and the Water Cats (1972)